# Gregorio Manzano

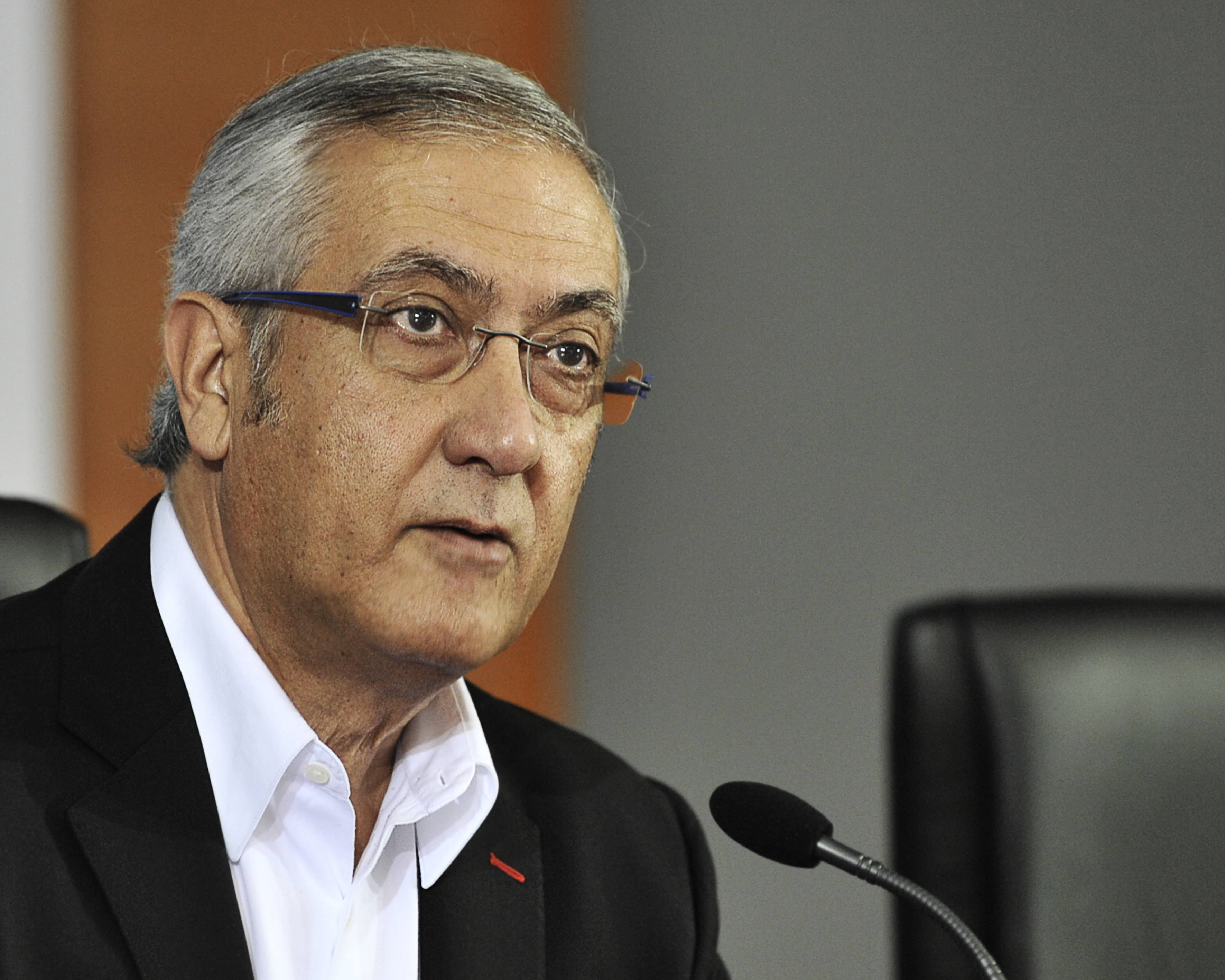
Charla de Goyo Manzano en la Universidad de Jaén (13-12-2013).

Gregorio «Goyo» Manzano Ballesteros (Bailén, Jaén, 11 de marzo de 1956) es un entrenador español de fútbol. Ha dirigido a equipos de Primera División en más de 400 partidos, siendo más de la mitad de ellos en el R. C. D. Mallorca.

## Trayectoria

### Inicios
Manzano no fue futbolista profesional antes de entrenador, como ocurre con la mayoría de sus compañeros de profesión, sino profesor de un instituto de enseñanza pública (IES El Valle) y psicólogo, ganándose con ello el mote de «El Profesor». Si bien jugó en clubes no profesionales, como el Recreativo de Bailén. En 1983, empezó a compaginar la enseñanza con el entrenamiento del equipo de fútbol de la localidad jiennense de Santisteban del Puerto. Vive en la ciudad de Valladolid cuando no trabaja o en vacaciones. Su habilidad para la psicología y su calidad didáctica hicieron que en los siguientes años varios clubes de la provincia de Jaén se disputaran sus servicios, pasando por diversos equipos de regional hasta llegar al Úbeda Club de Fútbol, con el que debuta en Tercera División en 1989.
Tras pasar por el mencionado Úbeda C. F., el Real Jaén y el C. D. Martos, en 1996 pasó a dirigir al Talavera C. F. de Segunda División B, categoría y club en los que permaneció dos temporadas, consiguiendo las dos mejores clasificaciones de la historia del equipo blanquiazul en dicha competición.

### C. D. Toledo y Real Valladolid
En 1998, recaló en el C. D. Toledo, de Segunda División. Tras una sola temporada en la categoría de plata del fútbol español, su buena trayectoria (7.º clasificado) hizo que el Real Valladolid se fijase en él y que pasase a dirigir al conjunto pucelano en Primera División en 1999. Con el conjunto blanquivioleta, logró acabar en una destacable 8.ª posición en la Liga.

### Racing de Santander
En diciembre de 2000, llegó al Racing de Santander, siendo destituido poco después.

### Rayo Vallecano
En octubre de 2001, firmó por el Rayo Vallecano, logrando la permanencia.

### R. C. D. Mallorca
En la temporada 2002-03, se incorporó al R.C. D. Mallorca, club en el que consiguió su mayor éxito al proclamarse campeón de la Copa del Rey y al salvarlo holgadamente del descenso en la Liga.

### Atlético de Madrid
Posteriormente, en 2003, se incorporó al Atlético de Madrid, al que clasificó en 7.º puesto en la Liga, por lo que no renovó su contrato al no clasificar al conjunto colchonero para ninguna competición europea.

### Málaga C. F.
Su siguiente destino fue el Málaga C. F., siendo cesado en enero de 2005, con el equipo andaluz en puestos de descenso.

### Regreso al Mallorca
En febrero de 2006, retornó al R.C. D. Mallorca. Logró una permanencia que parecía complicada (el equipo balear ocupaba puestos de descenso a su llegada) y permaneció en el banquillo de Son Moix durante las 4 temporadas siguientes, en las que el equipo bermellón no pasó más apuros para salvarse e incluso se situó entre los diez primeros de la tabla, hasta que se desvinculó de la entidad por sus problemas económicos en mayo de 2010.

### Sevilla F. C.
Durante gran parte de la temporada 2010-11, entrenó al Sevilla F. C. y lo clasificó para la UEFA Europa League al terminar como 5.º clasificado.

### Regreso al Atlético
En verano de 2011, volvió al Atlético de Madrid, afrontando una segunda etapa que, sin embargo, no se coronaría con éxito, al ser destituido el 22 de diciembre, con el equipo en la 11.ª posición de la clasificación.

### Vuelta al Mallorca
El 5 de febrero de 2013, el R. C. D. Mallorca confirmó su fichaje como nuevo técnico, siendo esta su tercera experiencia en la isla. Aunque llegó con opciones de permanencia a la última jornada, no pudo evitar el descenso del equipo bermellón, y no renovó su contrato con el club.

### Beijing Guoan
El 11 de febrero de 2014, llegó a un acuerdo para entrenar al Beijing Guoan. Logró llevar al equipo a la segunda posición de la Super Liga China, superando su récord de puntos y clasificándose para la Liga de Campeones de la AFC como subcampeón, lo cual le valió la renovación. Al año siguiente, dejó al equipo en la cuarta posición y llegó a un acuerdo con el club para abandonar su cargo el 26 de noviembre de 2015.

### Shanghái Shenhua
El 18 de diciembre de 2015, el Shanghái Shenhua anunció su contratación. Con este equipo concluyó en 4.º puesto en la Super Liga China, y decidió no continuar en su puesto. Tras no llegar a un entendimiento con el Shanghái Shenhua para prolongar su relación, pese a haber cumplido el objetivo de clasificar al equipo a la Liga de Campeones de la AFC, Manzano volvió a España.

### Guizhou Hengfeng Zhicheng
El 30 de abril de 2017, se convirtió en entrenador del Guizhou Hengfeng Zhicheng de la Super Liga China. A final de año, renovó su contrato con el club por un año más, gracias a los buenos resultados que consiguió en sus 7 primeros meses de trabajo en el equipo chino.

## Clubes
| Club                      | País   | Año       |
| ------------------------- | ------ | --------- |
| Santisteban C. F.         | España | 1983-1985 |
| C. D. Villacarrillo       | España | 1985-1986 |
| C. D. Iliturgi            | España | 1986-88   |
| C. D. Villanueva          | España | 1988-89   |
| Úbeda C. F.               | España | 1989-1990 |
| Real Jaén                 | España | 1990-91   |
| Martos C. D.              | España | 1991-93   |
| Talavera C. F.            | España | 1997-1998 |
| C. D. Toledo              | España | 1998-1999 |
| Real Valladolid           | España | 1999-2000 |
| Racing de Santander       | España | 2000-2001 |
| Rayo Vallecano            | España | 2001-2002 |
| R. C. D. Mallorca         | España | 2002-2003 |
| Atlético de Madrid        | España | 2003-2004 |
| Málaga C. F.              | España | 2004-2005 |
| R. C. D. Mallorca         | España | 2005-2006 |
| Sevilla F. C.             | España | 2010-2011 |
| Atlético de Madrid        | España | 2011-2012 |
| R. C. D. Mallorca         | España | 2012-2013 |
| Beijing Guoan             | China  | 2014-2015 |
| Shanghái Shenhua          | China  | 2016      |
| Guizhou Hengfeng Zhicheng | China  | 2017-2018 |

## Palmarés

### Campeonatos nacionales
| Título       | Club              | País   | Año  |
| ------------ | ----------------- | ------ | ---- |
| Copa del Rey | R. C. D. Mallorca | España | 2003 |

### Distinciones individuales
| Distinción                               | Año  |
| ---------------------------------------- | ---- |
| Premio Jaén, Paraíso Interior            | 2004 |
| Premio Don Balón - Mejor entrenador      | 2008 |
| Premio Mejor Entrenador Super Liga China | 2014 |